# Maji Keshri Bai
Maharani Shrimant Akhand Soubhagyavati Maji Keshri Bai Sahiba, död 1849, var en indisk regent. 
Hon var regent i den indiska furstestaten Indore för sin minderåriga adoptivsonson Maharajadhiraja Raj Rajeshwar Sawai Shri Khanderao Holkar mellan 1843 och 1844, och sedan för hans efterträdare Tukoji Rao II Holkar XI 1844-1849. 
Hon var krukmakare innan hon blev haremskonkubin åt Jaswantrao Holkar VI Subadar Bahadur, Maharaja (regent 1798-1811); de var aldrig formellt gifta.  